# Olympische Jugend-Sommerspiele 2018/Teilnehmer (Brunei)
| Gelbes Symbol für Goldmedaillen mit stilisierten Olympischen Ringen | Graues Symbol für Silbermedaillen mit stilisierten Olympischen Ringen | Braundes Symbol für Bronzemedaillen mit stilisierten Olympischen Ringen |
| ------------------------------------------------------------------- | --------------------------------------------------------------------- | ----------------------------------------------------------------------- |
| —                                                                   | —                                                                     | —                                                                       |

Die Jugend-Olympiamannschaft aus Brunei für die III. Olympischen Jugend-Sommerspiele vom 6. bis 18. Oktober 2018 in Buenos Aires (Argentinien) bestand aus drei Athleten.

## Athleten nach Sportarten

### Leichtathletik
Mädchen
- Nurul Amirah Karim
1500 m: 17. Platz

### Schwimmen
| Mädchen - Ashley Chai 50 m Freistil: 39. Platz 50 m Rücken: 35. Platz | Jungen - Haziq bin Samil 100 m Freistil: 42. Platz 400 m Freistil: 32. Platz |